# Niria Alicia Garcia
Niria Alicia Garcia, née en 1993, est une militante environnementale, défenseuse des droits humains et éducatrice chicana. Elle est impliquée dans les efforts de restauration des espèces menés par les autochtones dans le bassin versant de la rivière Sacramento en Californie.

## Jeunesse et éducation
Niria Alicia Garcia nait en 1993 dans l'Oregon dans une famille de travailleurs agricoles migrants. Sa mère est originaire du Michoacán, au Mexique, et émigre aux États-Unis dans la vingtaine, vivant en Californie avant de s'installer dans la Rogue Valley de l'Oregon,.
Niria Alicia Garcia est diplômée de l'université de l'Oregon avec des diplômes en études environnementales, en études latino-américaines et en administration à but non lucratif. Pendant ses études de premier cycle, elle participe à un programme d'études à l'étranger à Salvador, au Brésil, effectuant un travail sur le terrain avec les habitants des favelas et les dirigeants communautaires. Là, elle est témoin de l’impact des campagnes populaires qui réclamaient un plus grand investissement dans les communautés marginalisées et trouve des modèles parmi leurs dirigeantes. Cette expérience l’incite à poursuivre une carrière dans la défense des droits de l’homme et l’activisme pour la justice sociale.
Niria Alicia Garcia poursuit ensuite ses études pour obtenir une maîtrise en droits de l'homme à l'université de Columbia.

## Activisme
Niria Alicia Garcia était l'une des organisatrices de la manifestation du mouvement populaire pour le climat « Rise for Climate, Jobs, and Justice » lors du Sommet mondial d'action pour le climat de 2018 à San Francisco. Dans le cadre de cette action, elle et d’autres militants pour le climat ont interrompu le gouverneur Jerry Brown alors qu’il montait sur scène pour prononcer un discours. Ils ont exprimé des demandes pour la fin des nouveaux contrats de forage pétrolier et gazier en Californie et ont demandé à Jerry Brown de rendre compte de la contradiction entre sa réputation de leader politique sur les questions climatiques et son soutien continu aux projets d'énergie fossile. Garcia a été expulsée de la salle par la sécurité, avec deux autres femmes. 
Elle a parlé publiquement des effets du changement climatique sur sa propre vie. Au cours de la désastreuse saison des incendies de 2020, elle a dû évacuer sa maison lorsqu'elle a été menacée par l'incendie d'Almeda dans l'Oregon, et la maison de son père a été détruite,. Elle a été l'une des organisatrices d'un événement communautaire commémoratif bilingue à l'occasion du premier anniversaire de l'incendie, qui a déplacé des milliers de résidents locaux. 
En 2019, Niria Alicia Garcia a assisté à la COP25 en tant que chef d'une délégation de jeunes autochtones affiliés au groupe de défense SustainUS. D'autres organisations de justice sociale avec lesquelles elle a travaillé incluent Earthjustice, Our Children's Trust, Honor the Earth, Greenaction, Rustic Pathways, Women's Earth Alliance et No More Deaths,.

### Run4Salmon
Niria Alicia Garcia est l'une des principales organisatrices de Run4Salmon, un voyage de prière dirigé par la tribu Winnemem Wintu et leur chef Caleen Sisk. Depuis 2016, Run4Salmon sponsorise un voyage annuel le long du chemin migratoire du saumon quinnat, depuis les frayères en haute altitude de la rivière McCloud en eau douce jusqu'aux eaux côtières du delta de la rivière Sacramento-San Joaquin. Les participants parcourent un itinéraire de 300 miles de long sur deux semaines, sensibilisant à la santé de la biodiversité des voies navigables de Californie et au statut menacé du saumon, une espèce clé. En chemin, ils organisent des événements qui prônent la restauration des écosystèmes et célèbrent les modes de vie autochtones. 
Niria Alicia Garcia a lancé un projet de film de réalité virtuelle sur ces questions et le parcours Run4Salmon en 2020 après avoir reçu un financement des Nations Unies. Le film éducatif vise à rendre la beauté et la fragilité de l'écosystème de la rivière McCloud plus accessibles et immédiates à ceux qui ne peuvent pas en faire l'expérience en personne. 
Run4Salmon contribue à faire connaître le projet de la tribu Winnemem Wintu visant à réintroduire le saumon quinnat hivernal dans la rivière McCloud, en utilisant un stock génétiquement dérivé qui avait été expédié vers la rivière Rakaia en Nouvelle-Zélande dans les années 1940,. Le saumon quinnat hivernal est presque éteint après avoir été coupé de ses frayères en amont par la construction du barrage de Shasta. Cet effort est entrepris en coordination avec le Ngai Tahu Maori, le Bureau of Reclamation des États-Unis et la National Oceanic and Atmospheric Administration.

## Prix et distinctions
Niria Alicia Garcia a reçu le prix Emerging Leader 2019 de l'organisation environnementale GreenLatinos. Elle a été honorée comme l'une des 30 personnes de moins de 30 ans de l'Association nord-américaine pour l'éducation environnementale. Elle a été membre de l'accélérateur local 2019 de la Women's Earth Alliance pour les femmes leaders environnementales. 
Le Programme des Nations Unies pour l’environnement l'a nommé l’un de ses Jeunes Champions de la Terre[à vérifier] en 2020. Dans le cadre de ce prix, elle a reçu un financement de 10 000 $ pour son travail de conservation mené par les autochtones ainsi qu’un accès à une formation spécialisée.